# Soso (Mississippi)
Soso è una città (town) degli Stati Uniti d'America, situata nella contea di Jones, nello Stato del Mississippi.